# Уиггинс, Гай
Гай Карлетон Виггинс (англ. Guy Carleton Wiggins; 1883—1962) — американский художник, уроженец Нью-Йорка, знаменитый своими полотнами с занесёнными снегом улицами Нью-Йорка, дорожными знаками и возвышающимися посреди городской суеты небоскрёбами.

## Биография

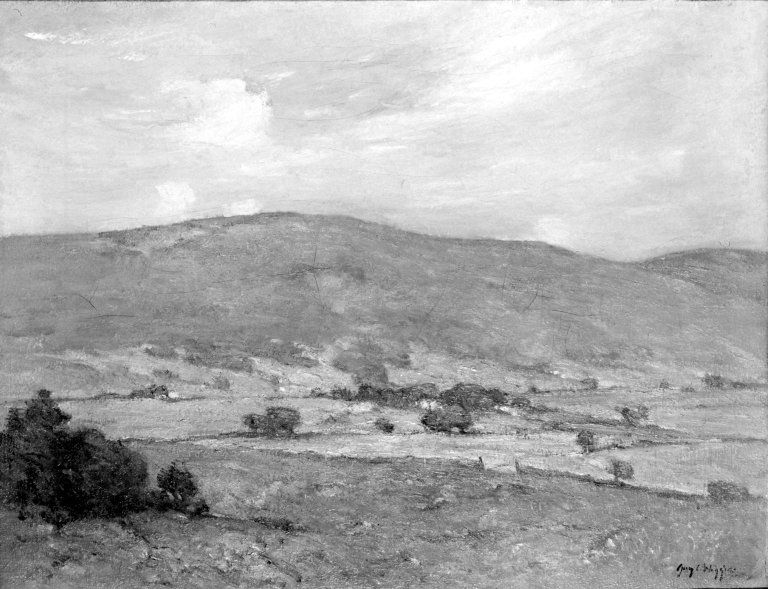
June, Berkshire Hills (около 1910)

Виггинс родился в 1883 году в семье состоявшегося художника-пейзажиста Карлтона Уиггинса. Он и дал своему сыну первые уроки живописи. Позднее, Виггинс был зачислен в архитектурный колледж, но со временем сменил его, перейдя в Национальную академию дизайна, чтобы изучать живопись. В академии в числе его преподавателей были Уильям Меррит Чейз и Роберт Генри.
Рождённый в Бруклине, Уиггинс обосновался в Нью-Йорке, городе, который впоследствии щедро снабжал его сюжетами и идеями для новых полотен: «Башня Метрополитен» (Метрополитен-музей, Нью-Йорк), «Площадь Вашингтона зимой» (Ричмондский художественный музей, Индиана), «Колумбус-Серкл зимой» (Национальная галерея искусства, Вашингтон), проезд Риверсайд Драйв (1915)
На протяжении своей карьеры, Уиггинс создавал картины в стиле импрессионизма, как это хорошо видно по полотну «Холмы Беркшир в июне» (Бруклинский музей). Он путешествовал по Новой Англии, запечатлевая на своих рисунках струящиеся потоки, цветущие поля и густые леса в различные времена года. Он стал одним из самых молодых членов художественной колонии Олд Лайм в Коннектикуте, что позволило ему жить и творить бок о бок со своим отцом, а также такими знаменитыми живописцами, как Чайльд Гассам, Фрэнк Винсент Дюмон и др. Виггинс также преподавал живопись в Нью-Йорке и Коннектикуте и мог похвастаться долгой и успешной карьерой художника, снискавшего признание ещё при жизни.
Умер в Сейнт-Огастине (штат Флорида) в 1962 году.